# Майерс, Кеннет
Кеннет «Кен» Майерс (англ. Kenneth "Ken" Myers, 26 августа 1896, Норристаун, Пенсильвания — 22 сентября 1972, неизвестно) — американский гребец, чемпион и двукратный серебряный призёр летних Олимпийских игр в соревнованиях одиночек, двоек и четвёрок с рулевым, двукратный чемпион США.

## Биография
В 1920 году Кеннет Майерс принял участие в летних Олимпийских играх в Антверпене. На Играх Майерс вместе с партнёрами по Pennsylvania Barge Club выступал в составе четвёрки с рулевым. Американский экипаж уверенно выиграл первый раунд соревнований и вышел в финал, где 4 секунды уступили в борьбе за золото швейцарским гребцам.
На летних Олимпийских играх 1928 года Майерс выступал в соревнованиях одиночек. Соревнования проходили по системе с выбыванием. Для попадания в финал американскому гребцу пришлось победить четырёх соперников, а в решающем заезде ему противостоял молодой австралиец Генри Пирс. Майерс в течение последних пяти месяцев активно готовился к Играм в Амстердаме и по ходу финала ему удавалось несколько раз обгонять Пирса, однако на финише австралиец смог серьёзно оторваться от своего соперника, выиграв у Майерса почти 10 секунд. В 1929 году Майерс стал двукратным чемпионом США.
В 1932 году Майерс принял участие в домашних Олимпийских играх в двойках парных. Партнёром Кеннета по лодке стал серебряный призёр 1924 года в одиночках Уильям Гилмор. В первом раунде соревнований американцы почти на 7 секунд опередили сильный экипаж их Германии, а в финале смогли повторить свой результат, опередив помимо немецких спортсменов, ещё и гребцов из Канады и Италии.
Кеннет Майерс стал одним из четырёх американских гребцов, наряду с Полом Костелло, Джоном Келли-старшим и Конном Финдли, кому удалось выиграть три олимпийские медали в академической гребле.